# Alessandro Colucci
Alessandro Colucci (Milano, 20 maggio 1974) è un politico italiano, dal 23 marzo 2018 deputato alla Camera.

## Biografia
Nato e residente a Milano, è figlio di Francesco Colucci, parlamentare per quasi quarant'anni per il Partito Socialista Italiano, Forza Italia e Popolo della Libertà e più volte questore della Camera dei deputati.
Laureato in economia aziendale all'Università Carlo Cattaneo, è funzionario dell'Agenzia per la promozione all'estero e l'internazionalizzazione delle imprese italiane.

### Attività politica
Dal 2002 al 2007 è stato assessore nella giunta comunale di Magenta (Milano) guidata da Luca Del Gobbo.
Alle elezioni regionali in Lombardia del 2005 si candida nelle liste di Forza Italia, a sostegno del presidente uscente Roberto Formigoni, risultando eletto nel collegio di Milano con 13.983 preferenze in consiglio regionale della Lombardia. Alle regionali lombarde del 2010 viene rieletto consigliere regionale, tra le liste del Popolo della Libertà (PdL) nel medesimo collegio con 16.407 preferenze, e successivamente nominato assessore con deleghe ai sistemi verdi e paesaggio nella giunta regionale della Lombardia. Si candida nuovamente alle elezioni regionali del 2013, sempre con il PdL, a sostegno del segretario federale della Lega Nord Roberto Maroni (deputato e più volte ministro), venendo eletto per la terza volta in consiglio regionale della Lombardia per la provincia di Milano con 7.166 preferenze.
Il 16 novembre 2013, con la sospensione delle attività del Popolo della Libertà, aderisce al Nuovo Centrodestra (NCD) guidato da Angelino Alfano, assieme al padre, diventando coordinatore regionale per la Lombardia.
Il 18 marzo 2017 segue la confluenza del Nuovo Centrodestra in Alternativa Popolare (AP), mantenendo il ruolo che aveva in NDC.
Con l'approvazione all'unanimità della mozione nella Direzione nazionale di AP, che sancisce la "separazione consensuale" delle due ali del partito, segue Maurizio Lupi, Roberto Formigoni e Gabriele Albertini nel ritorno nella coalizione di centro-destra.
Il 19 dicembre 2017 insieme agli scissionisti di Alternativa Popolare come Lupi ed Enrico Costa, Direzione Italia di Raffaele Fitto, Cantiere Popolare di Saverio Romano, Scelta Civica di Enrico Zanetti e Fare! di Flavio Tosi, danno vita alla lista elettorale "Noi con l'Italia", per fare la cosiddetta "quarta gamba" della coalizione di centro-destra in vista delle imminenti elezioni politiche del 4 marzo.

#### Elezione a deputato
Alle elezioni politiche del 2018 viene candidato alla Camera dei Deputati nel collegio uninominale Lombardia 3 - 04 (Palazzolo sull'Oglio) per la coalizione di centro-destra in quota Noi con l'Italia, venendo eletto deputato con il 54,64% dei voti davanti alla candidata del centro-sinistra, in quota +Europa, Mara Mucci (20,43%) e allo sfidante del Movimento 5 Stelle Claudio Cominardi (18,26%). S'iscrive alla componente del gruppo misto "Noi con l'Italia-USEI".
Il 18 aprile 2018 viene eletto segretario della Camera dei deputati in rappresentanza del gruppo misto.
Il 18 dicembre 2019 Colucci e gli altri tre deputati di Noi con l'Italia aderiscono alla nuova componente "Noi con l'Italia-USEI-Cambiamo!-Alleanza di Centro".
Nel 2021 Noi con I'Italia diventa partito e Colucci diventa il coordinatore regionale per la Lombardia.
Alle elezioni politiche anticipate del 2022 viene ricandidato alla Camera nel collegio uninominale Puglia - 10 (Galatina) per il centro-destra in quota Noi Moderati, lista composta da Noi con l'Italia, Italia al Centro, Coraggio Italia e Unione di Centro. Viene eletto con il 45,26%, staccando di circa 37.000 voti l'avversaria del centro-sinistra Anna Grazia Maraschio (23,97%) e quella del Movimento 5 Stelle Marina Zela (21,63%). Colucci diventa un componente della I commissione (affari costituzionali, della presidenza del consiglio e interni), della giunta per il regolamento e dell’ufficio di presidenza della Camera. Colucci è inoltre coordinatore di Noi Moderati in Lombardia e responsabile organizzativo nazionale.

## Vicende giudiziarie
Il 18 gennaio 2019 è stato condannato in primo grado, dal tribunale di Milano assieme a 51 persone tra ex assessori ed ex consiglieri regionali della Lombardia, a 2 anni 2 mesi per il reato di peculato nell'inchiesta "Spese pazze" in Regione Lombardia.
Il 13 luglio 2021 viene accolto il patteggiamento, proposto da Colucci, per una pena di un anno, 8 mesi e 20 giorni dalla Corte d'Appello di Milano.